# Villa d'Adda
Villa d'Adda je italská obec v oblasti Lombardie, v provincii Bergamo. Má 4.649 obyvatel. Villa d'Adda nachází se 16 km západně od hlavního města provincie Bergamo a 35 km severovýchodně od Milána.
| Růžice kompasu | Calco     | Brivio         | Pontida | Růžice kompasu |
| Růžice kompasu | Imbersago | Sever          | Carvico | Růžice kompasu |
| Růžice kompasu | Imbersago | Villa d'Adda   | Carvico | Růžice kompasu |
| Růžice kompasu | Imbersago | Jih            | Carvico | Růžice kompasu |
| Růžice kompasu | Robbiate  | Calusco d'Adda | Carvico | Růžice kompasu |